# Calpe (Bitinia)
Calpe (in greco antico: Κάλπη?, Kálpē, citata come Calpas da Plinio), oggi conosciuta anche come Kerpe (in turco Kerpe Limanı), è il nome di un luogo della Bitinia posto sulla riva del Mar Nero e descritta da Senofonte nell’Anabasi.
Il fiume Calpe, chiamato "Calpas" da Strabone, si trova tra lo Psilis, da cui è lontano di 210 stadi, e il Sakarya. Apollonio Rodio chiama il fiume Calpe "profondo che scorre" e sostiene che vi approdarono gli Argonauti. Qui Amico, re di Bebrico, sfidò a pugilato Polluce. Il fiume sarà poi rinominato Aqua.
Il porto di Calpe è descritto da Senofonte, che vi era passato durante la sua ritirata con i Diecimila: nella sua Anabasi scrive che si trovava a metà strada tra Bisanzio e Eraclea Pontica e lo descrive come un promontorio la cui parte esposta al mare è un brusco precipizio. Il collo che congiunge il promontorio con la terraferma è largo solamente 120 m, mentre il porto è sotto la roccia a ovest e dispone di una spiaggia; vicino al mare c'è una sorgente di acqua fresca. Il luogo è minuziosamente descritto da Senofonte ed è facilmente individuabile sulle mappe, in alcune delle quali la porta è chiamato Kerpe Limanı.